# Chris Willis
Pour les articles homonymes, voir Willis.
Chris Willis est un auteur, interprète et producteur américain né à Dayton dans l'Ohio aux États-Unis né le 26 février 1969
Initialement chanteur de gospel, sa voix est mondialement célèbre, en raison des multiples collaborations avec David Guetta, qui sont devenues des tubes internationaux, telles que Love Don't Let Me Go, Love Is Gone, Gettin' Over You.
Il est le cousin du chanteur américain Brian McKnight.
Il était le coach vocal du groupe 2Be3 pendant leur période américaine et le coproducteur de leur album en anglais Excuse my french. Il a rencontré David Guetta par leur intermédiaire.

## Discographie

### Albums
- 1996 : Chris Willis[1]
- 2011 : Premium - Songs from the Love Ship, Vol. 1

### Singles

#### En tant qu'artiste principal
| Année | Single                                                   | Meilleure Positions | Meilleure Positions | Meilleure Positions | Meilleure Positions | Meilleure Positions | Meilleure Positions | Meilleure Positions | Meilleure Positions | Meilleure Positions | Album                                      |
| Année | Single                                                   | Australie           | Belgique            | US Dance            | France              | Italie              | Pays-Bas            | Royaume-Uni         | Suède               | Suisse              | Album                                      |
| ----- | -------------------------------------------------------- | ------------------- | ------------------- | ------------------- | ------------------- | ------------------- | ------------------- | ------------------- | ------------------- | ------------------- | ------------------------------------------ |
| 1996  | Out Of My Hands                                          | —                   | —                   | —                   | —                   | —                   | —                   | —                   | —                   | —                   | Chris Willis                               |
| 2004  | He's Mine                                                | —                   | —                   | —                   | —                   | —                   | —                   | —                   | —                   | —                   |                                            |
| 2006  | My Freedom                                               | —                   | —                   | 25                  | —                   | —                   | —                   | —                   | —                   | —                   |                                            |
| 2010  | Louder (Put Your Hands Up)                               | —                   | —                   | 1                   | —                   | —                   | 27                  | —                   | —                   | —                   | Premium - Songs from the Love Ship, Vol. 1 |
| 2011  | Too Much In Love                                         | —                   | —                   | 4                   | —                   | —                   | —                   | —                   | —                   | —                   | Premium - Songs from the Love Ship, Vol. 1 |
| 2012  | Party 2 Daylight (avec Global Deejays)                   | —                   | —                   | 4                   | —                   | —                   | —                   | —                   | —                   | —                   |                                            |
| 2013  | No One Can Replace You (avec Purple Aura feat. Akon)     | —                   | —                   | —                   | —                   | —                   | —                   | —                   | —                   | —                   |                                            |
| 2013  | People (Feel The Love)                                   | —                   | —                   | —                   | —                   | —                   | —                   | —                   | —                   | —                   |                                            |
| 2013  | Magnet (avec Hook N Sling)                               | —                   | —                   | —                   | —                   | —                   | —                   | —                   | —                   | —                   |                                            |
| 2013  | So Beautiful (avec Djerem & Xenia)                       | —                   | —                   | —                   | —                   | —                   | —                   | —                   | —                   | —                   |                                            |
| 2014  | Feel The Love (avec Rave Radio)                          | —                   | —                   | —                   | —                   | —                   | —                   | —                   | —                   | —                   |                                            |
| 2014  | Survivor (avec Ben DJ)                                   | —                   | —                   | —                   | —                   | —                   | —                   | —                   | —                   | —                   |                                            |
| 2014  | Watch The World Go By (avec Rebel & Dimaro)              | —                   | —                   | —                   | —                   | —                   | —                   | —                   | —                   | —                   |                                            |
| 2014  | One Life (avec Joachim Garraud)                          | —                   | —                   | —                   | —                   | —                   | —                   | —                   | —                   | —                   |                                            |
| 2014  | Something More (avec Mark With A K feat. MC Alee)        | —                   | —                   | —                   | —                   | —                   | —                   | —                   | —                   | —                   |                                            |
| 2015  | So Good (avec Sean Finn)                                 | —                   | —                   | —                   | —                   | —                   | —                   | —                   | —                   | —                   |                                            |
| 2015  | Lovely One (avec Crazibiza)                              | —                   | —                   | —                   | —                   | —                   | —                   | —                   | —                   | —                   |                                            |
| 2015  | Don't Cry (Remember My name) (avec Joachim Garraud)      | —                   | —                   | —                   | —                   | —                   | —                   | —                   | —                   | —                   |                                            |
| 2016  | Message To The World (avec Joachim Garraud)              | —                   | —                   | —                   | —                   | —                   | —                   | —                   | —                   | —                   |                                            |
| 2017  | Come To Me (avec Sean Finn)                              | —                   | —                   | —                   | —                   | —                   | —                   | —                   | —                   | —                   |                                            |
| 2020  | Warriors of the Night (avec Colin Crooks and Rob Styles) | —                   | —                   | —                   | —                   | —                   | —                   | —                   | —                   | —                   |                                            |
| 2021  | Not Afraid (avec Marc Benjamin)                          | —                   | —                   | —                   | —                   | —                   | —                   | —                   | —                   | —                   |                                            |
| 2022  | Work It Harder (avec Zight & Maximals)                   | —                   | —                   | —                   | —                   | —                   | —                   | —                   | —                   | —                   |                                            |

#### En collaboration avecDavid Guetta
| Année | Single                                                                                | Meilleure position | Meilleure position | Meilleure position | Meilleure position | Meilleure position | Meilleure position | Meilleure position | Meilleure position | Meilleure position | Meilleure position | Album                             |
| Année | Single                                                                                | Australie          | Belgique           | États-Unis         | États-Unis         | France             | Italie             | Pays-Bas           | Royaume-Uni        | Suède              | Suisse             | Album                             |
| Année | Single                                                                                | Australie          | Belgique           | Hot 100            | US Dance           | France             | Italie             | Pays-Bas           | Royaume-Uni        | Suède              | Suisse             | Album                             |
| ----- | ------------------------------------------------------------------------------------- | ------------------ | ------------------ | ------------------ | ------------------ | ------------------ | ------------------ | ------------------ | ------------------ | ------------------ | ------------------ | --------------------------------- |
| 2001  | Just A Little More Love (David Guetta feat. Chris Willis)                             | —                  | —                  | —                  | —                  | 29                 | —                  | 38                 | 19                 | —                  | 59                 | Just a Little More Love           |
| 2002  | Love Don't Let Me Go (David Guetta feat. Chris Willis)                                | —                  | —                  | —                  | —                  | 4                  | —                  | 19                 | 46                 | —                  | 13                 | Just a Little More Love           |
| 2002  | People Come, People Go (David Guetta feat. Chris Willis)                              | —                  | —                  | —                  | —                  | 42                 | —                  | —                  | —                  | —                  | 54                 | Just a Little More Love           |
| 2004  | Money (David Guetta feat. Chris Willis & Moné)                                        | —                  | —                  | —                  | —                  | 63                 | —                  | —                  | —                  | —                  | 52                 | Guetta Blaster                    |
| 2004  | Stay (David Guetta feat. Chris Willis)                                                | —                  | —                  | —                  | —                  | 18                 | —                  | —                  | —                  | —                  | 82                 | Guetta Blaster                    |
| 2006  | Love Don't Let Me Go (Walking Away) (David Guetta vs The Egg feat. Chris Willis)      | —                  | 3                  | 32                 | 42                 | 11                 | 9                  | 43                 | 3                  | 25                 | 19                 | Fuck Me I'm Famous - Ibiza Mix 06 |
| 2007  | Love Is Gone (David Guetta & Chris Willis)                                            | 46                 | 1                  | —                  | 9                  | 3                  | 32                 | 14                 | 9                  | 9                  | 11                 | Pop Life                          |
| 2008  | Tomorrow Can Wait (David Guetta & Chris Willis vs Tocadisco)                          | —                  | 21                 | —                  | —                  | 8                  | —                  | 21                 | —                  | —                  | 44                 | Pop Life                          |
| 2009  | Everytime We Touch (David Guetta & Chris Willis & Steve Angello & Sebastian Ingrosso) | —                  | —                  | —                  | —                  | —                  | —                  | 19                 | 68                 | —                  | —                  | Pop Life                          |
| 2010  | Gettin' Over You (David Guetta & Chris Willis feat. Fergie & LMFAO)                   | 31                 | 1                  | 5                  | 12                 | 1                  | 3                  | 47                 | 1                  | 28                 | 14                 | One More Love                     |
| 2016  | Would I Lie To You (David Guetta & Cedric Gervais & Chris Willis)                     | —                  | —                  | —                  | 30                 | 20                 | 71                 | —                  | —                  | 80                 | 35                 |                                   |

#### Singles en featuring
| Année | Single                                                         | Meilleure Positions | Meilleure Positions | Meilleure Positions | Meilleure Positions | Meilleure Positions | Meilleure Positions | Meilleure Positions | Meilleure Positions | Meilleure Positions |                        |
| Année | Single                                                         | Australie           | Belgique            | US Dance            | France              | Italie              | Pays-Bas            | Royaume-Uni         | Suède               | Suisse              |                        |
| ----- | -------------------------------------------------------------- | ------------------- | ------------------- | ------------------- | ------------------- | ------------------- | ------------------- | ------------------- | ------------------- | ------------------- | ---------------------- |
| 2001  | Supersonic (Billyweb feat. Chris Willis)                       | —                   | —                   | —                   | —                   | —                   | —                   | —                   | —                   | —                   |                        |
| 2007  | Give It All You Got (Ultra Naté feat. Chris Willis)            | —                   | —                   | 1                   | —                   | —                   | —                   | —                   | —                   | —                   | Grime, Silk, & Thunder |
| 2012  | My DJ Rock Superstar (Nicola Fasano feat. Chris Willis)        | —                   | —                   | —                   | —                   | —                   | —                   | —                   | —                   | —                   |                        |
| 2014  | This Is Your Life (Psyko Punkz & MC Lyte feat. Chris Willis)   | —                   | —                   | —                   | —                   | —                   | —                   | —                   | —                   | —                   |                        |
| 2017  | Colors (Celestal feat. Chris Willis)                           | —                   | —                   | —                   | —                   | —                   | —                   | —                   | —                   | —                   |                        |
| 2018  | I Need A Miracle (Fred Rister feat. Sam Martin & Chris Willis) | —                   | —                   | —                   | 50                  | —                   | —                   | —                   | —                   | —                   |                        |